# Elasmosauridae
Die Elasmosauridae sind eine Familie sehr langhalsiger Plesiosauria aus dem Jura und der Kreide. In der späten Kreidezeit waren sie, zusammen mit den kurzhalsigen Polycotylidae, die einzigen überlebenden Plesiosaurier.

## Merkmale
Die Elasmosauridae hatten 32 bis 72 Halswirbel, die einzelnen Wirbel waren dazu noch länger als bei anderen Plesiosauriern, vor allem die Wirbel, die näher zum Körper lagen. Ihre Körperlänge betrug drei bis 14 Meter.
Die Tiere hatten maximal fünf Paar Zähne auf der Prämaxillare. Bei fortgeschrittenen Formen waren die Prämaxillarzähne und die vorn sitzenden Maxillarzähne vergrößert. Die Prämaxillarzähne und die vergrößerten Maxillarzähne wurden durch einige kleinere Zähne über der Naht zwischen Prämaxillare und Maxillare getrennt. Der Unterkiefer hatte ursprünglich 24 Zahnpaare, die bei den kreidezeitlichen Elasmosauriden verringert wurden, bei einem Minimum von 14 Paaren. Die Zähne waren durch zahlreiche Längskanten strukturiert.
Im Zuge der Flossenentwicklung kam es zu einer Vermehrung der Fingerknochen (Hyperphalangie). Der längste Finger enthielt bis zu 17 Einzelknochen.
Jurassische Elasmosauriden unterschieden sich von denen der Kreidezeit durch eine Reihe von Merkmalen, vor allem in der Anatomie des Schultergürtels. Wie bei allen Plesiosauriern ist ihr Schulterblatt sehr viel kleiner als der Coracoid. Viele spätkreidezeitliche Formen haben dagegen ein gut entwickeltes Schulterblatt, an das starke Muskeln ansetzen konnten, so dass die Tiere sehr viel beweglicher waren als ihre früheren Verwandten. Bei kreidezeitlichen Elasmosauriden treffen sich der rechte und der linke Coracoid in der Mittellinie des Tieres, laufen dann auseinander und bilden eine herzförmige Öffnung. Jurassischen Elasmosauriden und allen anderen Plesiosauriern fehlt diese Öffnung im vorderen Schultergürtel. Bei spätjurassischen und kreidezeitlichen Formen haben die Halsrippen nur mit einem Gelenkkopf Kontakt zu den Halswirbeln.

## Lebensweise
Die Langhalsigkeit der Elasmosauriden wirft die Frage nach ihrer Lebensweise auf. Zweifellos waren es keine schnellen Jäger, wie die kurzhalsigen Plesiosaurier. Der lange Hals hatte beim Schwimmen die Wirkung eines vorn liegenden Ruders, zudem hatten die Elasmosauridae schwächere Flossen als ihre Verwandten. Einige Wissenschaftler spekulierten, dass die Elasmosauriden nahe an der Meeresoberfläche lagen und mit dem nach unten gestreckten Hals Fische fingen. Andere nahmen an, dass sie, an der Wasseroberfläche liegend, Hals und Kopf weit darüber hoben und dann wie Reiher vorbeischwimmende Fische aus dem Wasser schnappten. Der Hals war allerdings nah am Rumpf relativ unbeweglich und konnte wahrscheinlich nicht weit aus dem Wasser gehoben werden. Am wahrscheinlichsten ist, das sie auf dem Grund der kreidezeitlichen Flachmeere auf Beute lauerten. Der Fund von als Ballast dienenden Steinen in der Magengegend einiger fossiler Elasmosauriden und die weit oben liegenden Augen stützen diese Theorie.

## Systematik
Traditionell wurden alle langhalsigen Plesiosaurier in die Familie gestellt, aber neuere Forschungen haben die Systematik der Plesiosaurier kompliziert. Neben den Elasmosauridae gibt es auch langhalsige Cryptocliden, in die die bisherigen Elasmosauriden Colymbosaurus und Tricleidus gestellt wurden. Robert Bakker ist der Meinung, dass die Elasmosauriden der Kreidezeit unabhängig von den spätjurassischen von Pliosauriern ähnlich wie Leptocleidus evolvierten, so dass die Elasmosauridae eine polyphyletische, unnatürliche Gruppe sind. Kenneth Carpenter stellt die Elasmosauriden einschließlich der jurassischen Formen wieder her und sieht in ihnen nahe Verwandte der kurzhalsigen Polycotylidae, die aber auch Plesiosaurier i. e. S. (Plesiosauroidea) sind.

### Gattungen
- Albertonectes
- Alzadasaurus
- Aphrosaurus
- ? Aristonectes
- Brancasaurus
- Callawayasaurus
- Elasmosaurus
- ? Eretmosaurus
- Eromangasaurus
- Fresnosaurus
- Futabasaurus
- Hydralmosaurus
- ? Hydrorion
- Hydrotherosaurus
- Jucha[5]
- Lagenanectes[6]
- Leurospondylus
- Libonectes
- Mauisaurus
- Microcleidus
- Morenosaurus
- ? Morturneria
- Muraenosaurus
- Nakonanectes[7]
- Occitanosaurus
- Styxosaurus
- Thalassomedon
- Turangisaurus
- Vegasaurus[8]
- Woolungasaurus
- Zarafasaura

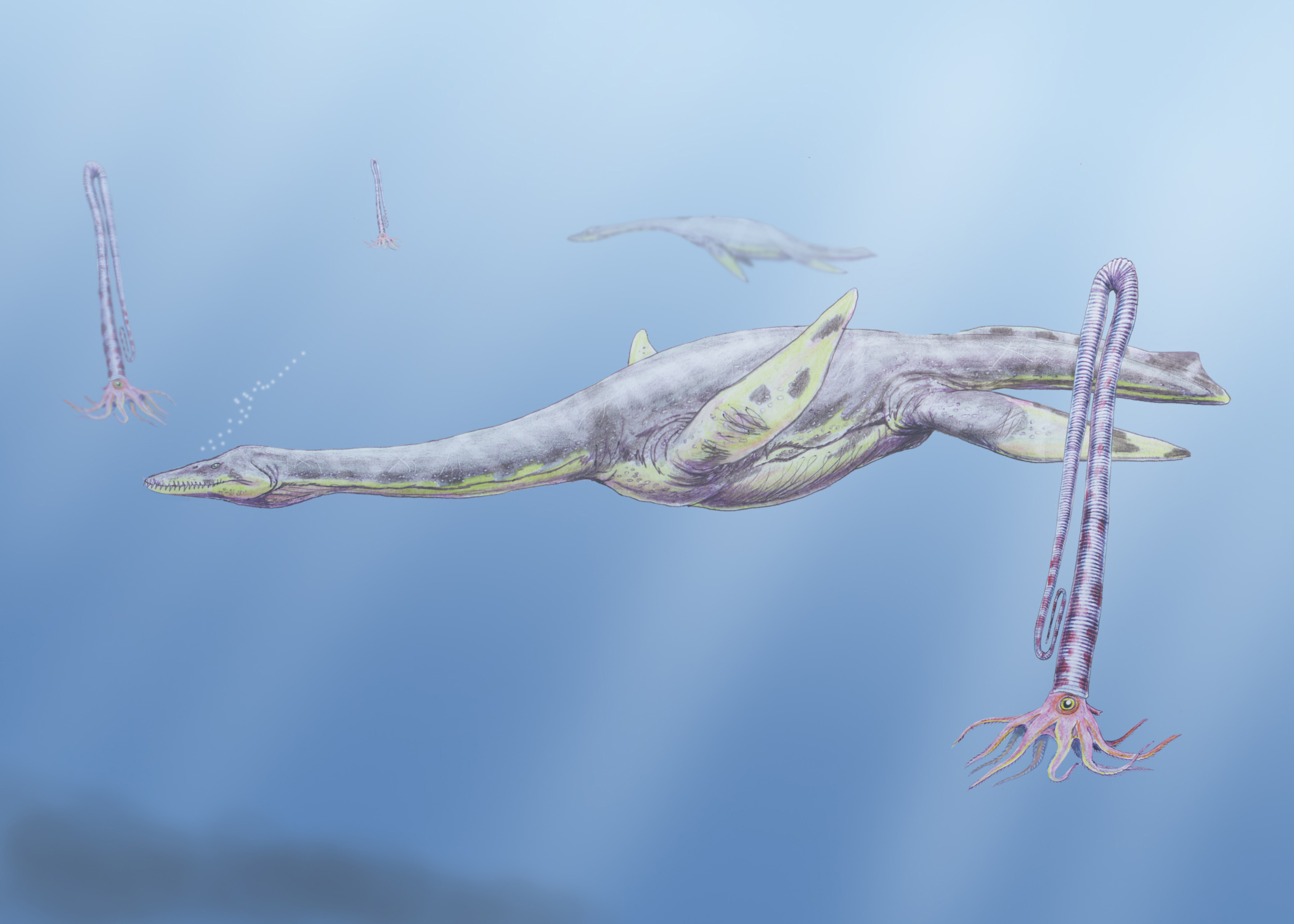
Aristonectes mit dem Ammoniten Diplomoceras ammonites

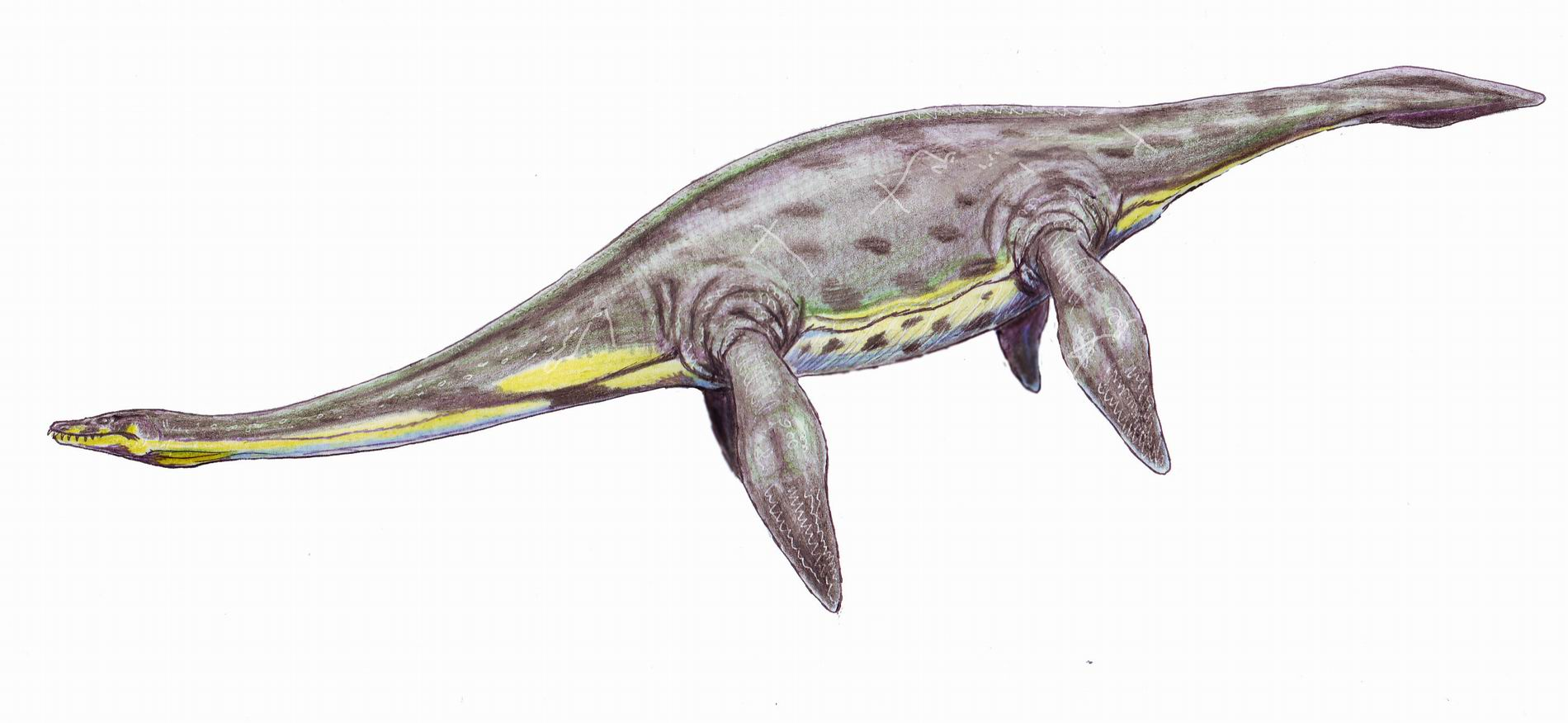
Lebendrekonstruktion von Microcleidus

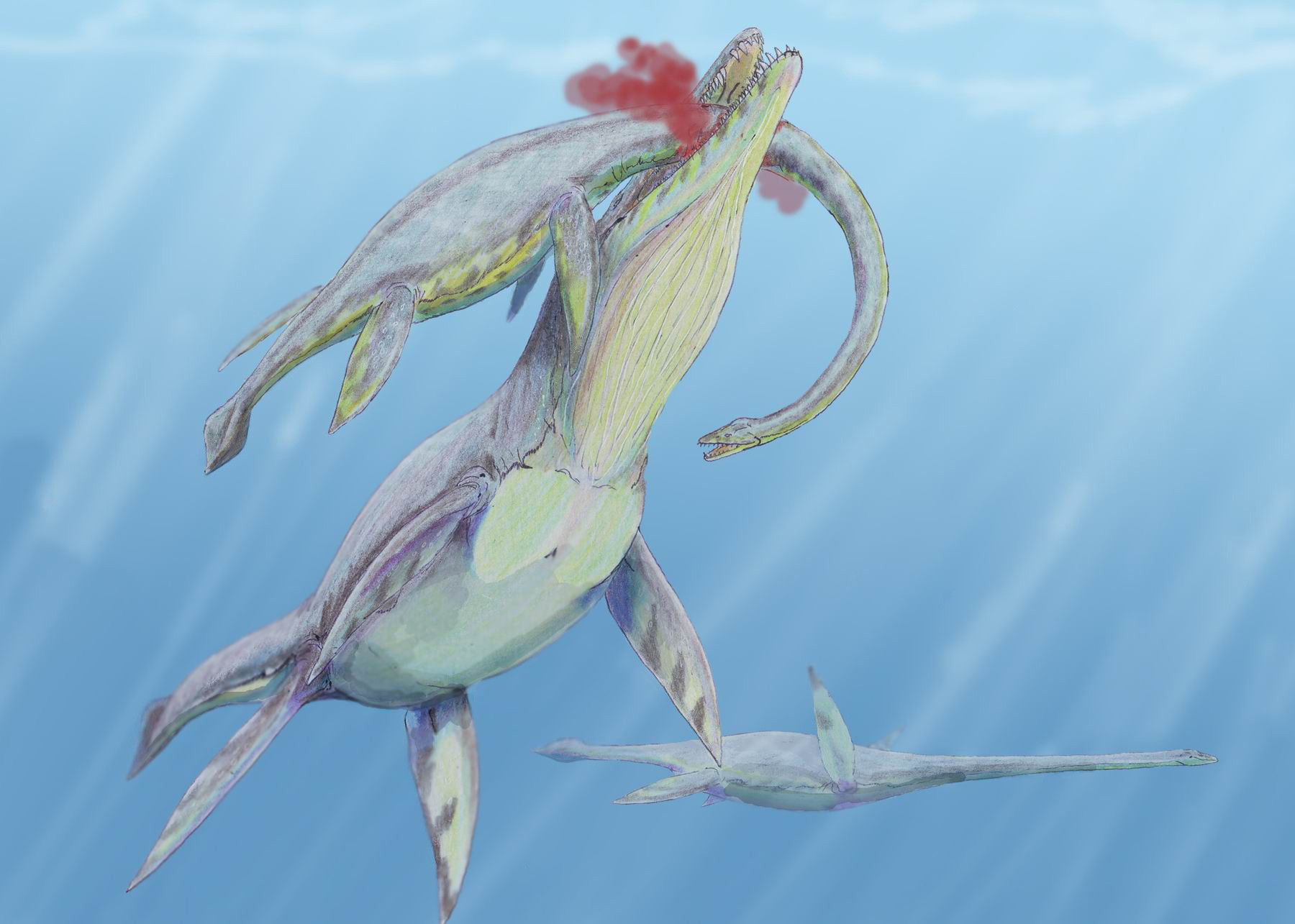
Ein Woolungasaurus wird von Kronosaurus angegriffen.

Die spätkreidezeitlichen Gattungen Artistonectes und Morturneria sind nur sehr ungenügend bekannt. Ihre Schädel ähneln denen der Cryptoclididae, wurden aber 1995 von Bardet in die Elasmosauridae gestellt. Neben den hier genannten Gattungen gibt es eventuell noch zwei weitere, bisher unbeschriebene. Ein im Courtenay Museum aufbewahrter, sehr großer (10 m) Elasmosauride, der am Puntledge River westlich von Courtenay im Osten von Vancouver Island gefunden wurde, ist vielleicht eine neue Gattung. Sein Unterkiefer ist mit einer Länge von einem halben Meter für einen Elasmosauriden sehr lang. Eine weitere potentiell neue Gattung wird durch das als „Elasmosaurus“ amalitskii beschriebene Fossil repräsentiert, das aus Schichten des Turonium bei Liski in Russland gefunden wurde. Es besteht nur aus einigen Wirbeln und den stark verlängerten Bauchrippen.